# Коломийське гето
Коломийське гето — єврейське гето в період Другої світової війни, створене нацистською Німеччиною 23 березня 1942 року в місті Коломия, в якому утримували єврейського населення не тільки з Коломиї, але й з Косова, Городенки, Жаб'є та навколишніх сіл, а також єврейських біженців з Польщі та Угорщини.

## Перший період окупації
Напередодні Німецько-радянської війни в Коломиї проживало 19 500 євреїв. До 1 липня 1941 року, коли місто окупувало угорське військо, більш як тисяча євреїв залишили Коломию з різних причин: евакуювались, втекли або були призвані в армію. За час угорської окупації, що тривала місяць, до міста було завезено близько 4 тисяч депортованих з Угорщини євреїв. У перший же день окупації двадцятьох найбільш поважних євреїв міста змусили знести пам'ятник Леніна і після цього їх позбавила життя. З 29 липня 1941 року євреїв міста змусили носити пов'язки з зіркою Давида й залучали до принизливих примусових робіт: очищення міста, парку, каналізації, ремонт доріг.
Німецька адміністрація 1 серпня 1941 року створила юденрат, а 19 серпня зобов'язала євреїв здати все золото, срібло, коштовності, шкіряні, хутряні й зимові речі. 12 жовтня у день єврейського нового року Рош Гашана близько трьох тисяч євреїв зібрали в тюрмі міста і через три дні розстріляли в Шепарівському лісі.
6 листопада 1941 року окупанти на єврейському цвинтарі Коломиї розстріляли декілька сотень коломийських інтелегентів. Акція була «присвяченій» вже річниці Жовтневої перевороту. Там же 24 січня 1942 році знайшли смерть ще 400 адвокатів, вчителів, лікарів, підприємців-євреїв.
Продовжувалися розстріли в Шепарівському лісі: 15 листопада 1941 року було знищено 500 осіб, в основному літніх людей, хворих, а 23 грудня 1941 року — 1200 євреїв, які мали закордонні паспорти.

## Створення гето
З середини листопада 1941 року євреїв стали переселяти у гето, яке складалося з трьох секцій: «A», «B» та «С». Територія секції «A» була в східній частину центра міста між вулицями Валова, Коперника, Легіонів, Пілсудського, східною й північною частиною ринку. Секція «B», в якому утримували заможних жидів, створювалося з 3 березня, прилягало до Чорного потоку. Його обмежували вулиці Совінського (Мокра), Легіонів, Замкова й св. Мартина. Секція «С» розташовувалося у Кутському передмісті, охоплювало райони Торговиці, Млинівку, вулиці Ломану, ліву сторону вул. Словацького, Декерта, Старогончарну та Новий Світ. Загалом на території гето було 520 будинків.
Територія гето була відгороджене високим дерев'яним парканом, обнесене колючим дротом, і охоронялася німецькою жандармерією, українською та єврейською поліцією.
Всього у всіх секціях гето перебувало до 18-20 тисяч осіб. З квітня 1942 року у Коломийське гето почали переселяти євреїв з різних населених пунктів Коломийського округу. До червня 1942 року було переміщено до 5 тисяч осіб. З 30 вересня 1942 року євреї округу могли перебувати тільки в Коломиї. До гето перевезли декілька тисяч євреїв з усієї округи.

## Коломийський юденрат
Після створення гето у ньому було створено єврейський адміністративний орган самоврядування — юденрат. У Коломийському юденраті в різний час працювало від 300 до 500 осіб.

## Знищення євреїв у гето
1 квітня 1942 року нацисти підпалили гето № 2, через те, що його мешканці не видали одного єврея. Понад 100 осіб згоріли у вогні, 250 осіб розстріляли. Решту, до 3 тисяч, через три дні у 48 вагонах окупанти відправили до табору смерті Белжець. Наступна депортація до цього табору відбулася 8 вересня 1942 року коли було відправлено майже 5 тисяч осіб з гето. Під час депортаційної акції 11-13 жовтня 1942 року до Белжеця було відправлено близько 4 тисяч євреїв.
Частину євреїв-спеціалістів у жовтні 1943 року переселили до Станіслава. Близько тисячі євреїв, з тих, що залишалися в гето, нацисти розстріляли 4 листопада 1942 року у Шепарівському лісі. Після цього гето № 2 і № 3 закрили. У грудні 1942 — січні 1943 року розстріли проводилися на єврейському цвинтарі Коломиї.
До 20 січня 1943 року у гето № 1 залишилося близько 2 тис. осіб, які були перебували у кількох будинках. Більшість з них були розстріляні 20 січня. Після розстрілів 31 січня — 1 лютого 1943 року в Шепарівському лісі в гето залишилося живими 20 ремісників, 8 лікарів та 2 фармацевти. Через місяць їх майже всіх розстріляли на коломийському цвинтарі, одному лікарю вдалося втекти, а решта 7 вчинили самогубство.
29 березня 1944 року, коли нацисти були вигнані з міста, у ньому проживало тільки декілька євреїв.